# Kurent (mytologie)
Kurent je postava ze slovinských pověstí. Příběhy o něm byly poprvé publikovány spisovatelem Janezem Trdinou v roce 1858, který jej považoval za božstvo, jako záznam lidových vyprávění z Kraňska. Autenticita těchto pověstí je někdy zpochybňována.

## Pověsti
První příběh o Kurentovi byl publikován Janezem Trdinou v roce 1858 jako Povijest o Kurentu v časopise Neven, kde již dříve publikoval příběh O božském kohoutu, který vypráví o potopě světa. Obě pověsti údajně pocházejí z kraňského Mengeše. Následuje znění jedné verze této pověsti v překladu Karla Jaromíra Erbena:
Potopou zahynuli všickni lidé, až na toho jednoho hlídače, a ten byl Krajinec. Ten utíkal výš a výš, až voda i tuto poslední horu potopila. Jedle i duby zmizely pod vodou a jediný vinný trs ještě vynikal z potopy. Ve smrtelném strachu chytil se člověk toho trsu; ale trs byl tenký a slabý, kterak ho měl uchrániti? I spatřil to Kurent, jenž užíval trsu za hůl, když chodil po šírém světě, a bylo mu mílo, že člověk jaksi u něho hledá pomoci. Pravda, že byl Kurent sice velmi šalebný, ale byl také dobré povahy a rád pomáhal každému z nebezpečí. Slyše Krajince naříkati, narovnal trs a natáhl ho tak, že až nad oblaka dosahoval. Plných devět let trvala povodeň a po celý ten čas visel Krajinec na trsu, živě se jeho hrozny a tak se zachoval. Když pak voda opadla a země zas oschla, slezl dolů a děkoval Kurentovi, že ho vysvobodil. Ale Kurentovi nebylo to po vůli: „Trs tě vysvobodil,“ povídá, „a trsu poděkuj, i udělej smlouvu s ním za sebe i za své potomky pod přísahou, že jej budete věčně slaviti a jeho víno milovati nad všeliké jiné jídlo a pití.“ A Krajinec rád se zapřisáhl, a po tu dobu prý potomci jeho drží slovo, milujíce víno nade vše a radostně zpomínajíce na Kurenta, starého dobrodějce.

Kurent se objevuje i v dalších příbězích jako je Kurent a člověk nebo Kurent proměněn ve volka.

## Hypotézy
Trdina považoval Kurenta za obdobu římského Bakcha, jakožto boha vína a potěšení. Za obdobu Bakcha jej považoval také Ivan Grafenauer, který jej navíc charakterizoval jako zlovolné lunární božstvo a srovnal s udmurtským Keremetem. Davorin Trstenjak jej srovnal s hinduistickým Šivou a Matevž Ravnikar-Poženčan s řeckým Priapem. France Bezlaj odvodil jeho jméno s kořenem kur „tvořit, vypracovávat“. Lze je tak spojit se slovinským kura „kuře“ které může odkazovat na kohouta spojeného s nebeským bohem pověstí o Kurentovi. Monika Kropej upozorňuje že během masopustu jsou ve Slovinsku postavy kurentů doprovázeny pikeci „kuřaty“ a spojuje tento zvyk s mytickými postavami korybantů kteří doprovázeli bohyni Kybelé, a považuje Kurenta za boha plodnosti a sexuální nevázanosti.